# ما (فیلم)
ما (انگلیسی: Ma) یک فیلم در ژانر وحشت روان‌شناختی و ترسناک به کارگردانی تیت تیلور است که در سال ۲۰۱۹ منتشر شد. از بازیگران آن می‌توان به اکتاویا اسپنسر، لوک ایوانز، جولیت لوئیس، میسی پایل، و الیسون جنی اشاره کرد.
در ابتدا ما حاصل علاقه تیلور به ساخت فیلمی با موضوعی "آشفته" و اشتیاق اسپنسر به گرفتن نقشی متفاوت بود.  تیلور و اسپنسر دوستان قدیمی هستند که در فیلم هایی چون خدمتکاران و برخیز همکاری داشتند. بعدها در سال ۲۱۸، تیلور و بلامهاوس پروداکشن با کارگردانی تیلور شروع به ساخت این فیلم کردند. عکاسی اصلی فیلم در فوریه ۲۰۱۸ آغاز و در مارس ۲۰۱۸ در میسیسیپی تمام شد. 
ما در ۳۱ مه ۲۰۱۹ از طریق یونیورسال پیکچرز در امریکا منتشر شد. در سطح جهان ۶۱٫۶ میلیون دلار در گیشه به دست آورد و نقدهای مختلفی دریافت کرد. عده ای بازی اسپنسر را تحسین کردند ولی شخصیت های نوجوانان را به باد انتقاد گرفته و گفتند که فیلم از داستان نهایت بهره را نبرده است. 

## داستان
مگی تامپسون با مادرش اریکا به اوهایو می آید. در دبیرستان جدیدش، مگی با هیلی، درل، چز و اندی دوست می شود. آن ها سو ان "ما" الینگتون را که از تکنسین دامپزشکی است، قانع می کنند تا در خرید الکل کمکشان کند. روز بعد، سو ان نوجوانان را برای نوشیدن به زیرزمینش دعوت می کند و کم کم خانه او به مکانی محبوب میان نوجوانان تبدیل می شود. 
اما کم کم بچه ها را اذیت می کند تا بیشتر با او بمانند. یک شب، سو ان، اندی و مگی را حین بوسیدن می بیند و حسادت می کند چون در دبیرستان از پدر اندی خوشش می آمده و حالا هم عاشق اندی است. او مگی را بیهوش کرده و گوشواره هایش را می دزدد. 
برای جلب اعتماد بچه ها، ما می گوید سرطان لوزالمعده دارد ولی دخترها حس می کنند او دارد جواهراتشان را می دزدد. پس یواشکی به خانه اش می روند اما در آن جا جنی، دختر سو ان را می بینند که برخلاف همیشه روی ویلچر نیست و راه می رود. 
در فلش بک می بینیم که بن در دوره دبیرستان سو ان را جلوی همه از جمله دوست دختر کنونی اش، مرسدس و اریکا تحقیر کرده است. 
سو ان که حال مساعدی ندارد با ماشین به سمت مرسدس می رود و او را می کشد. سپس رئیسش را کشته، از سگ مگی خون گرفته و بن را به خانه اش می کشاند و بیهوشش می کند. سپس خون سگ مگی را وارد بدنش کرده و مچ دستش را می برد تا بمیرد. مگی به دنبال اندی به مهمانی دیگری در خانه سو ان می رود ولی می فهمد همگی تحت تاثیر دارو هستند. سعی می کند کمک کند و جسد بن را پیدا می کند و در همان لحظه، سو ان بیهوشش می کند. 
مگی در زیرزمین بیدار می شود. سو ان، شکم چز را اتو می کشد، دهان هیلی را می دوزد و صورت درل را با رنگ سفید می کند. بعد اندی را می بوسد و به چاقو به او می زند. هر چهار نفر را روی مبل می نشاند و از مگی می خواهد عکس بگیرد. خانه آتش می گیرد و اریکا به کمک می آید. در نهایت، مگی با چاقو به سو ان ضربه می زند و همگی نجات می یابند. سو ان پیش جسد بن رفته و در میان آتش، او را در آغوش می کشد.